# Isaurinha Garcia
Isaura Garcia, plus connue sous le nom d'Isaurinha Garcia, née à São Paulo le 26 février 1923 et morte le 30 août 1993 est l'une des meilleures chanteuses de la MPB. Avec une carrière de plus de cinquante ans elle considérée comme la Édith Piaf brésilienne. Elle a enregistré plus de trois cent chansons. Son plus grand succès est Mensagem.

## Biographie
Isaura Garcia nait à São Paulo le 26 février 1923.
Son père est Manuel García, portugais et sa mère est Amelia Pancetti, une italo-brésilienne. Elle est la nièce du peintre pauliste Giuseppe Pancetti. Avant d'être célèbre, elle chantait dans l'arrière-cour, tout en aidant sa mère à faire la lessive, et dans le bar de son père, entre les tables.
Elle participe à son premier radio-crochet, sans aucune préparation technique, sur Rádio Cultura Brasil (pt), avec la chanson d'Aurora Miranda.
Sa carrière commence en 1938 après sa participation au programme Qua-qua-qua-quarenta de Rádio Record, dirigé par Otávio Gabus Mendes, où elle remporte le premier prixen chantant la chanson Chemise Listrada d'Assis Valente. Elle est engagée par la station de Saõ Paulo.
Au début de sa carrière, inspirée par Carmen Miranda et Aracy de Almeida, elle vit dans la Rua da Alegria no Brás, le quartier où elle est née.  Encore sans beaucoup de ressources, elle allait tramway ou à pied travailler à la radio chaque dimanche.
Isaurinha est l'artiste de RCA/Columbia qui a vendu le plus de disques.
Il a été marié avec Walter Wanderley, organiste et pianiste, célèbre interprète de bossa nova.
Elle meurt à São Paulo le 30 août 1993.

## Hommages
En 2013, Sony Music Brazil a sorti un coffret commémoratif intitulé Isaurinha Garcia 90 years et, la même année, le gouvernement de l'État de São Paulo, en collaboration avec le secrétaire d'État à la culture et le MIS- SP, a lancé le livre Quando o carteiro chegou....Mensagem a Isaurinha Garcia,.
La vie d'Isaurinha Garcai a fait l'objet de plusieurs pièces de théâtre dont Isaurinha - samba, jazz & bossa nova où elle est interprétée par Rosamaria Murtinho et qui a été vue par plus de 300 000 personnes depuis 2003.

## Grands succès
Par ordre chronologique
- 1941 - A Baratinha
- 1941 - Aproveita Beleléu
- 1941 - O Telefone Está Chamando
- 1942 - Aperto de Mão
- 1942 - Teleco-Teco (avec Benedito Lacerda)
- 1943 - Batendo na Minha Porta
- 1943 - Duas Mulheres e um Homem
- 1943 - O que Há com Você
- 1944 - Linda Flor (Ai, Ioiô)
- 1944 - Não era Adeus
- 1944 - Adivinhe Coração
- 1945 - Barulho no Morro
- 1946 - De Conversa em Conversa (avec Os Namorados da Lua)
- 1946 - Mensagem
- 1946 - Amor Impossível
- 1946 - Edredon Vermelho
- 1946 - Nêgo
- 1947 - Teu Retrato (avec Nelson Gonçalves)
- 1947 - Prêmio de Consolação
- 1949 - Seresteiro
- 1950 - Pé de Manacá (avec Hervé Cordovil)
- 1950 - Eu Não Sou Louco
- 1951 - Aladim
- 1952 - Nunca
- 1956 - Contra-senso
- 1956 - Mocinho Bonito
- 1957 - Contando Estrelas
- 1957 - Deixa Pra Lá
- 1957 - Se Deus Me Desse
- 1958 - Cansei de Ilusões
- 1958 - Foi a Noite
- 1959 - De Conversa em Conversa
- 1959 - E Daí?
- 1959 - Meditação
- 1961 - Água de Beber
- 1963 - Tem Bobo Pra Tudo
- 1963 - Sambas da madrugada
- 1963 - A Pedida é samba
- 1963 - Atualíssima
- 1963 - Tem bobo pra tudo/Enxugue as lágrimas
- 1963 - Dan cha cha cha/Samba do crioulo
- 1969 - Ary Barroso e Billy Blanco
- 1969 - Martinho da Vila e Dolores Duran
- 1970 - Chico Buarque de Holanda e Noel Rosa
- 1970 - Papo furado (avec Noite ilustrada)
- 1973 - Isaura Garcia
- 1976 - Nua e crua (live à Río de Janeiro (2 en 1))
- 1978 - Eu (con Arlequim)
- 1981 - Série Fino da Bossa (Vol. 4)
- 1987 - Documento Inédito
- 1993 - Mensagem (avec Nelson Gonçalves)
- 1995 - Mestres da MPB (Vols. 1 y 2)
- 1998 - Acervo BMG
- 2000 - Volta à gafieira
- 2000 - Bis cantores do Rádio
- 2013 - Isaurinha Garcia 90 anos (coffret commémoratif de trois CDs)